# 발렌티니아누스 3세

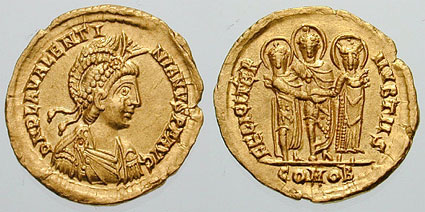
발렌티니아누스 3세가 새겨진 로마 금화

플라비우스 플라키디우스 발렌티니아누스(Flavius Placidius Valentinianus) 또는 발렌티니아누스 3세(Valentinianus III, 419년 7월 2일 - 455년 3월 16일)는 서로마 제국의 황제(皇帝)이다(재위: 425년 10월 23일 - 455년 3월 16일).

## 생애
아버지는 콘스탄티우스 3세이고 어머니는 갈라 플라키디아이다. 아버지는 서로마 제국의 공동황제였고 어머니는 테오도시우스 1세(재위 379-395)의 딸 이었다. 특히 발렌티니아누스 3세의 어머니인 갈라 플라키디아 황후는 테오도시우스 1세의 딸이자 발렌티니아누스 1세의 딸인 갈라의 딸이며 그의 외손녀인 플라키디아의 아들 발렌티니아누스 3세는 테오도시우스 왕조, 발렌티니아누스 왕조의 혈통을 두 삼촌 아르카디우스나 호노리우스 와는 달리 가지고 있다. 아버지 콘스탄티우스 3세가 421년에 죽은후 어머니와 이복오빠이자 서로마 황제인 호노리우스와 사이가 나빠졌다. 그래서 어머니하고 누나(호노리아)와 함께 동로마 제국 콘스탄티노폴리스의 황궁으로 가서 테오도시우스 2세의 비호를 받았다.
423년 서로마 황제 호노리우스가 죽자 424년 10월 23일에 테오도시우스 2세는 콘스탄티노폴리스에서 사촌동생이었던 발렌티니아누스를 부제(副帝, 카이사르)로 지명하였다. 이탈리아에서는 발렌티니아누스가 서로마 황제가 되는것을 반대하는 무리들이 요한네스를 서로마 황제로 옹립하였다. 동로마에서 군대를 파병하여 반대파를 몰살시키고 나서 발렌티니아누스는 황제로 즉위할 수 있었다. 이때 발렌티니아누스 3세의 나이는 불과 6세에 불과했다. 어린 시절에는 어머니 플라키디아가 섭정을 했고 433년 이후로는 플라비우스 아이티우스가 황제를 대신해 실권을 쥐었다. 437년에 동로마 황제 테오도시우스 2세의 황녀 리키니아 유독시아와 결혼하였다.
발렌티니아누스 3세의 치세에 서로마 제국의 해체는 가시화되었다. 439년에는 북아프리카 속주가 반달족에 의해 정복되었고, 446년에는 브리타니아를 최종적으로 포기하였으며 스페인과 갈리아 속주의 대부분을 야만족에게 잃었다. 이탈리아 본토와 가까운 시칠리아섬이나 지중해 서부 또한 반달족의 왕 가이세리크의 함선에 약탈당했다.
이러한 가운데 451년에 플라비우스 아이티우스가 훈족의 왕 아틸라를 막아내고, 426년과 429년, 436년에 갈리아 남부에서 서고트족을 상대로 무훈을 남겼으며 라인강 또는 도나우강에 침입한 자들에 맞서 428년~431년 사이에 공을 세웠다. 그러나 서로마 제국의 국력이 쇠퇴하면서 납세 부담도 견디기 힘들 정도로 늘어갔고, 서로마 제국에 남아 있던 속주들의 충성심도 약화되었다. 황제의 궁전은 라벤나에 있었지만, 아틸라가 이탈리아 북부를 휩쓸고 다니던 동안 발렌티니아누스는 다시 라벤나를 떠나 로마로 도망쳐 와 있었다(아틸라는 453년에 급사). 아이티우스의 아들이 발렌티니아누스 3세의 황녀와 결혼하지만, 454년 발렌티니아누스는 불신감으로 아이티우스를 살해하고 말았다. 그리고 이듬해 3월 16일에 플라비우스 아이티우스 암살에 동참했던 페트로니우스 막시무스에 의해 황제 자신도 암살당했다.
위급한 상황에서의 통치 능력도 결여된 데다 극기심이 없어 쉽게 열등감을 느끼곤 했던 황제의 성격은 서로마 제국의 위기를 더욱 심화시켰다.
 본 문서에는 현재 퍼블릭 도메인에 속한 브리태니커 백과사전 제11판의 내용을 기초로 작성된 내용이 포함되어 있습니다.

## 기타
| 전임 요한네스 (재위 423 - 425) | 서로마 제국의 황제 425년 - 455년 | 후임 페트로니우스 막시무스 (재위 455) |